# 콘세르타시온
민주주의를 위한 정당 협력체(스페인어: Concertación de Partidos por la Democracia 콘세르타시온 데 파르티도스 포르 라 데모크라시아[*], 일반적으로 협력체, Concertación이라 불림)은 칠레의 중도 좌파 연합이며 다음의 네 개의 정당으로 이루어져 있다.
- 칠레 기독교민주당 (DC)
- 칠레 혁명사회민주당 (PRSD)
- 칠레 사회당 (PS)
- 칠레 민주당 (PPD)

이들 정당과 함께 "칠레 좌파민주당"과 "마푸체 농민노동자당"가 있으나 이들의 영향력은 미미하다.

## 역사
협력체는 원래 피노체트 독재 정권에 맞서 아니오!를 위한 정당 협력체라고 불렸다. 피노체트는 1988년 자신의 대통령 연임 문제를 국민투표에 부쳤다. 1988년 국민투표에서 피노체트를 승인하는 "예"에 맞서 53.21%의 "아니오"를 이끌어내, 17년간 3천여 명을 학살한 피노체트 정권을 타도했다. 이후 1989년 시카고 보이 에르난 뷔히를 이기고 파트리시오 아일윈을 대통령에 당선시켰다. 1990년 3월 11일 아우구스토 피노체트는 칠레 기독교민주당의 파트리시오 아일윈에게 대통령직을 상징하는 천을 건네 주었다.
형성기부터 협력체는 칠레 역사상 가장 강력한 연립 정치세력으로 부상하여 1990년 이후 대부분의 민주적 선거 지지를 받았다.
민주화를 위한 정당 협력체는 두 명의 기민당 후보와 두 명의 사회당 후보 아래 네 번 연속 대통령 임기 동안 나라를 통치하였다. 2009년 칠레 대통령선거에서 야당 후보 세바스티안 피녜라에 패배해, 야당이 됐다.
이후 2013년 신다수파로 개편되면서 기존 콘세르타시온은 사라졌다.

## 역대 대통령 목록
- 파트리시오 아일윈, 기민당원, 1990년-1994년
- 에두아르도 프레이, 기민당원, 1994년-2000년
- 리카르도 라고스, 사회당원, 2000년-2006년
- 미첼 바첼렛, 사회당원, 2006년-2010년

## 같이 보기
- 칠레의 정당